# Microgobius tabogensis
Microgobius tabogensis és una espècie de peix de la família dels gòbids i de l'ordre dels cipriniformes que es troba des de la Península de Baixa Califòrnia (Mèxic) fins a Colòmbia.